# Synarchia
Synarchia, synarchizm (gr. sýn: razem i árchein: panować, rządzić) – pojęcie zastosowane przez Alexandre’a Saint-Yves d’Alveydre’a w książce Prawdziwa Francja albo misja Francji (1887) dla opisu jego zdaniem idealnej formy rządów.
Według Jacka Bartyzela pojęcie to w zależności od kontekstu światopoglądowego i ideologicznego może być rozumiane w różnoraki sposób, ale jest jednoznaczne wyłącznie w sensie etymologicznym – jako przeciwieństwo do słowa „anarchia”, a także w sensie dążenia do wprowadzenia ustroju, który porządkowałby wszystkie sfery bytu społecznego według zasad hierarchii, ładu, autorytetu i władzy.
W II RP synarchizm reprezentował Związek Synarchiczny.